# 버트 윌리엄스

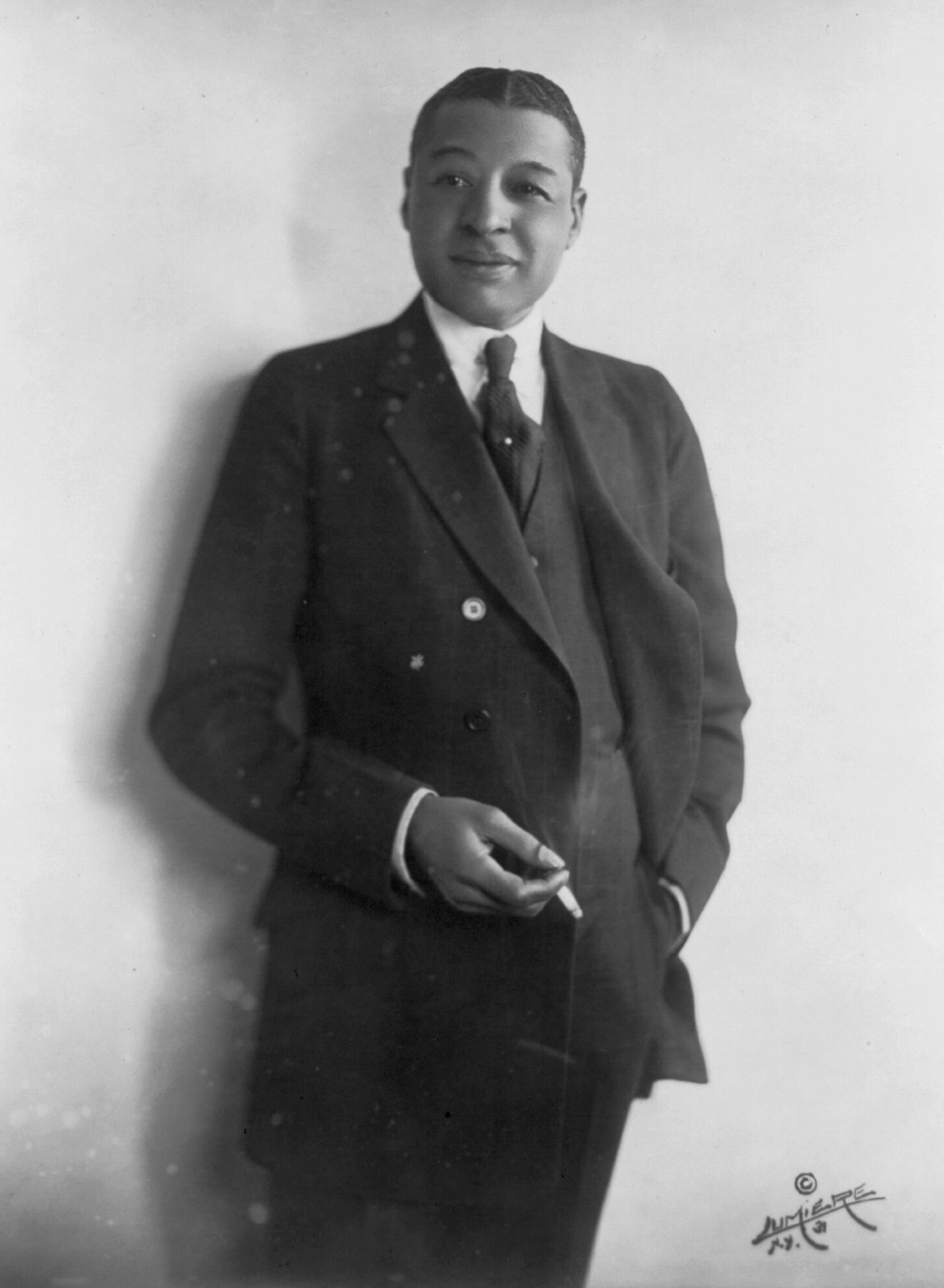

버트 윌리엄스(Egbert Austin Williams, 1874년 11월 12일 ~ 1922년 3월 4일)는 미국의 배우, 각본가, 연극 배우이다.
나소에서 태어났으며 뉴욕에서 사망하였다. 사인은 폐렴이다.